# Citroën C6 (1928)
Citroën C6 (также Citroën AC6) — легковой автомобиль, впервые представленный на Парижском автосалоне в октябре 1928 года и затем выпускавшийся серийно фирмой Citroën в 1929—32 гг. Первый шестицилиндровый автомобиль этой фирмы. Всего было выпущено 61 280 экземпляров.

## Характеристика
Конструктивно весьма схож с Citroën C4  , по сути представляет собой его улучшенную версию, рассчитанную на более зажиточных клиентов. Визуально эти две модели можно различить по длине капота, заднему расположению бака и многочисленным аксессуарам, предлагавшимся покупателям С4 лишь в качестве дополнительных опций
Существовало 11 фирменных вариантов кузова (5 открытых и 6 закрытых). Около 11 000 единиц этой модели были изготовлены в период с октября 1928 года по май 1929.
Начиная с версии C6E (E — enlargie, расширенный), на автомобиле устанавливаются бамперы. Колея стала шире, с 1,32 м до 1,39 м,. Эта переходная модель, выпущенная в период с мая по сентябрь 1929 года в количестве 4500 экземпляров стала основным конкурентом Renault Vivasix.
На Автосалоне 1929 года была представлена версия C6F, колея которой стала ещё шире. С февраля 1931 выпускается улучшенный вариант C6F — CGL (Citroën Grand Luxe), с несколько более мощным двигателем и роскошной отделкой.
В октябре 1931 года C6G получает знаменитый «плавающий двигатель», закрепляемый на упругой подвеске и с этого момента выпускается в двух версиях: C6G с жёстко закреплённым двигателем и C6G MFP с «плавающим». Подобная конструкция, разработанная двумя французскими инженерами, Пьером Лемером и Полем д’Обаредом, не только повышает комфорт, но и несколько снижает нагрузку на шасси от вибраций. Однако, встречаются и утверждения, что технология «Floating Power» была приобретена у компании Chrysler.
Кузова для C6G выпускали многие знаменитые в то время ателье: SICAL, VanVooren, Chapron, Letourneur et Marchand, Labourdette, Busson…
C6 не получил ожидаемого коммерческого успеха и на Автосалоне 1932 года демонстрировались уже преемники его и С4 — под названиями 8, 10 и 15.

## Интересные факты
- Изготовленный на шасси C6F ландо был подарен в 1930 году итальянским филиалом Citroën папе римскому Пию XI. Ныне, под названием «Lictoria Sex», находится в музее Ватикана.
- В 1931 году C6F был выбран производителем смазочных масел Yacco для проведения рекламного непрерывного автопробега. Специально разработанный для этого автомобиль «Citroën Rosalie» с 22 октября по 1 ноября 1931 прошёл 25.000 км на средней скорости 108 км/ч, побив 14 международных рекордов. Следующий рекорд был установлен в 1932 на C6G.
- Семь полугусеничных C6F оборудованные системой Кегресс-Энстен входят в состав автогруппы "Китай", участвовавшей в «Жёлтом рейде», проходившем с апреля 1931 года по март 1932.

## Галерея

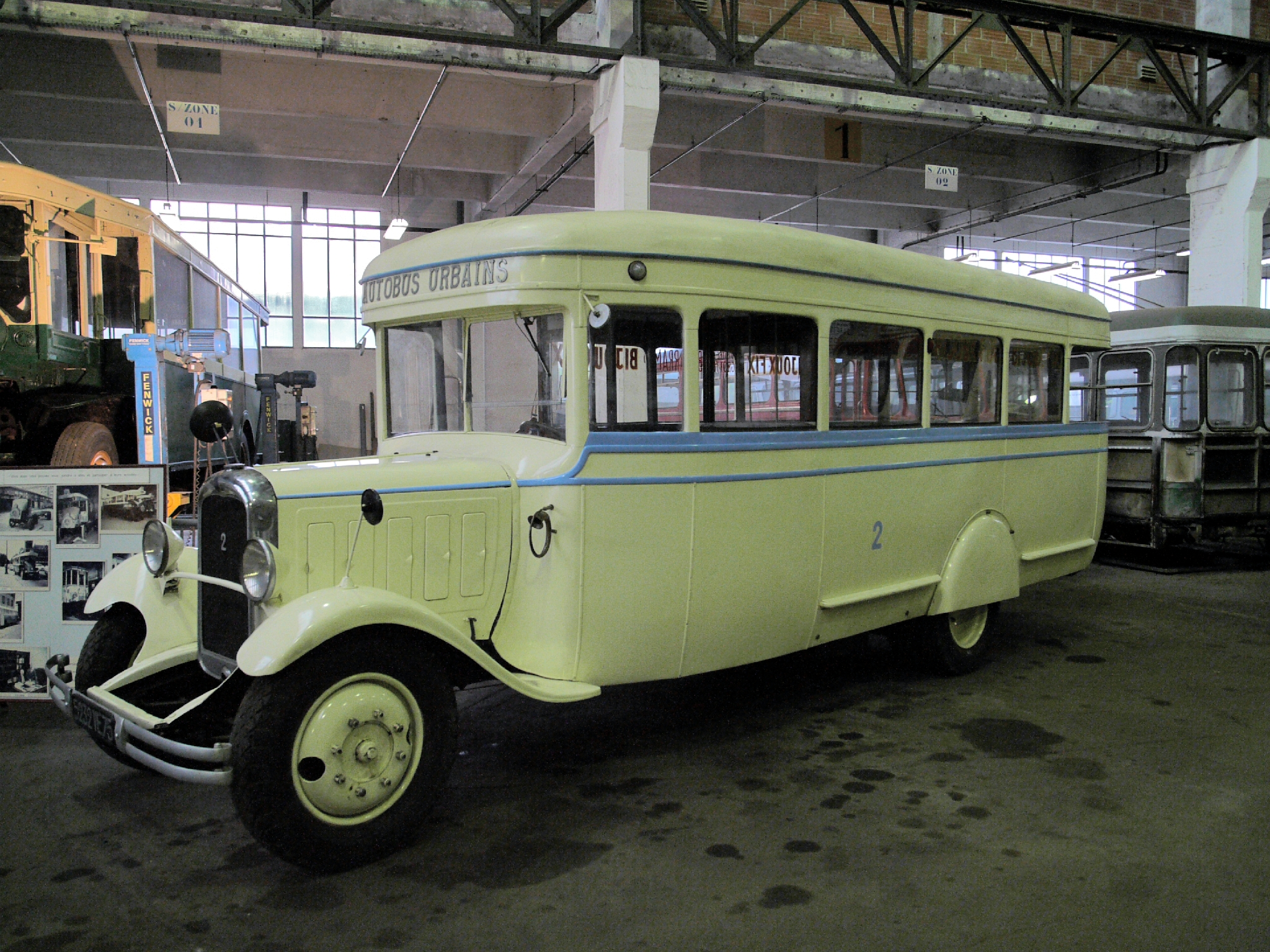
C6 G1 Autobus
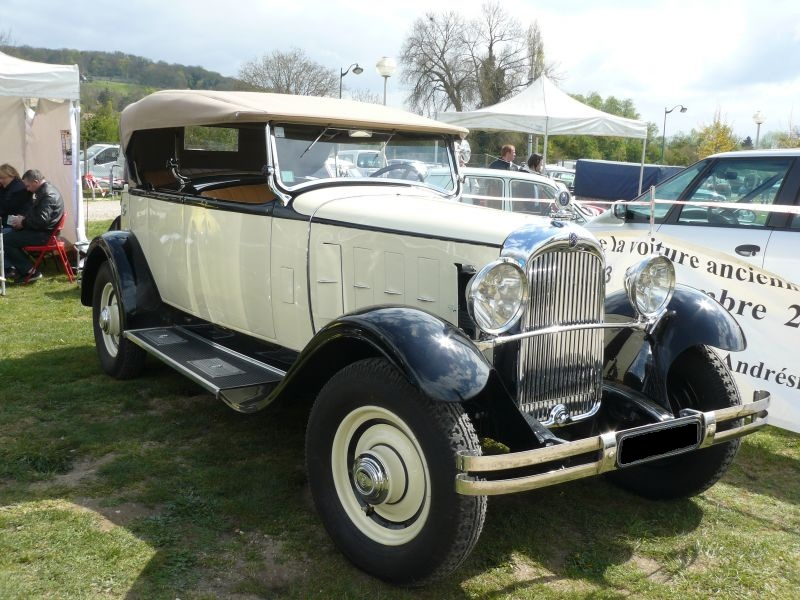
C6 G 1932
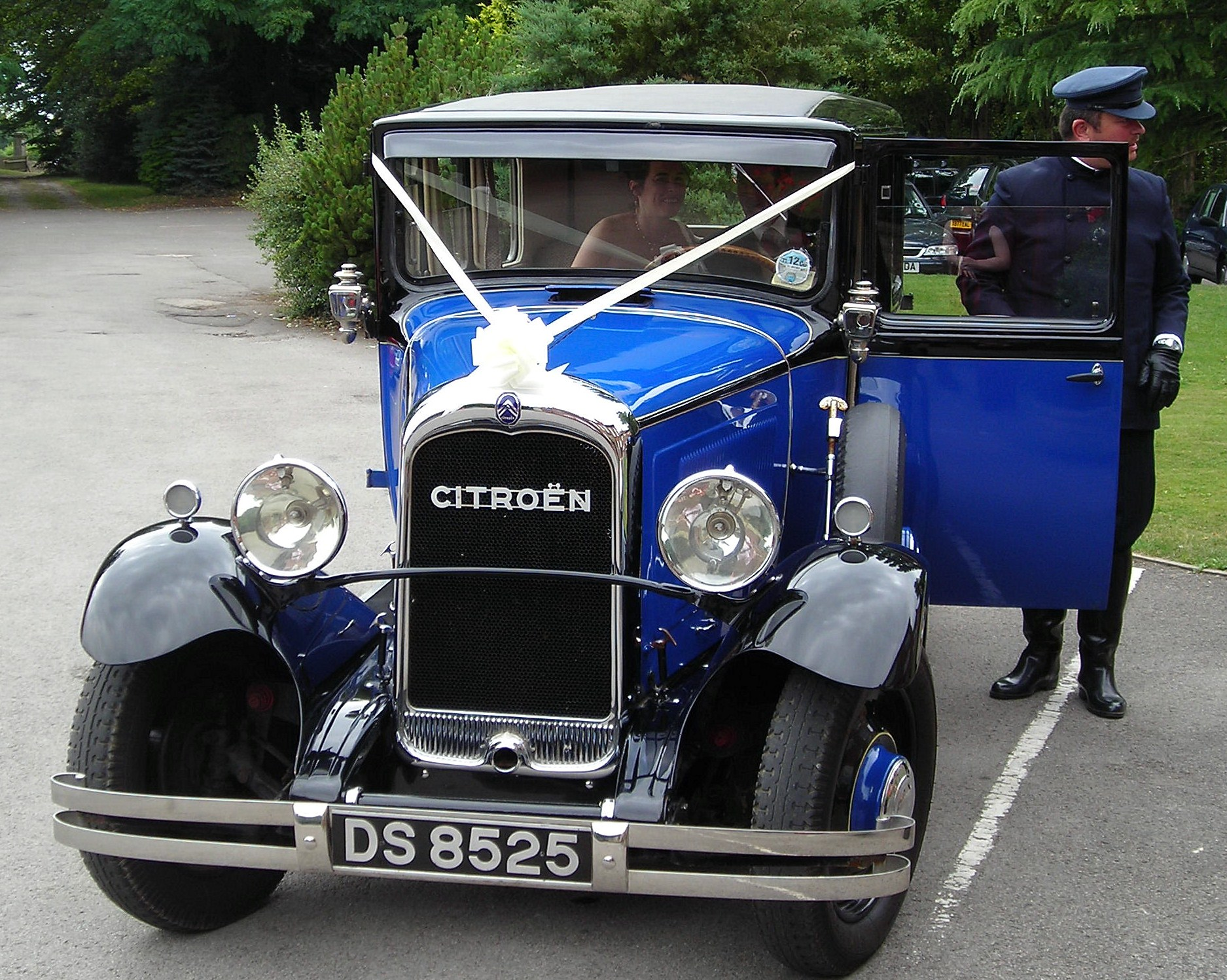
C6 Familiale 1930
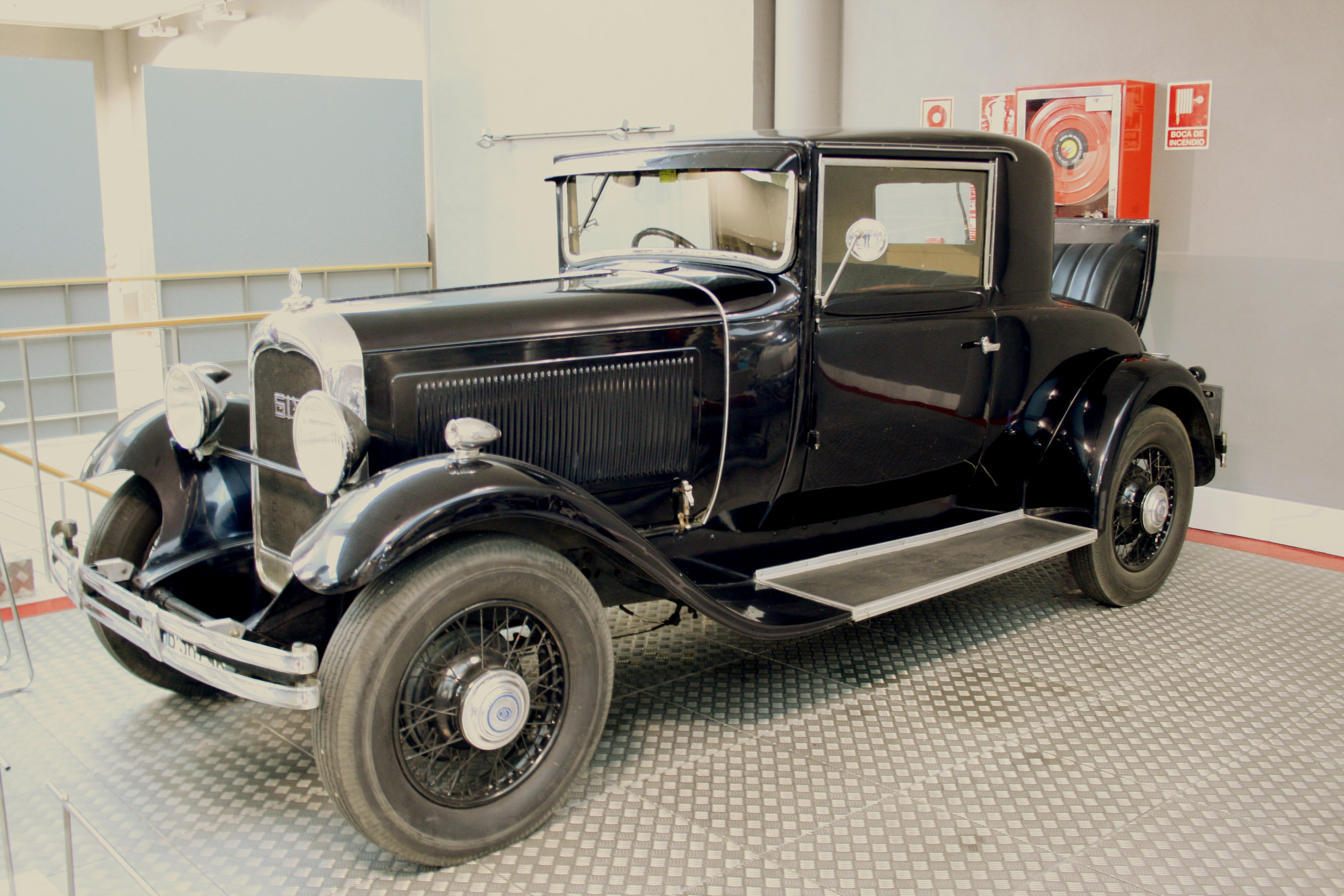
C6
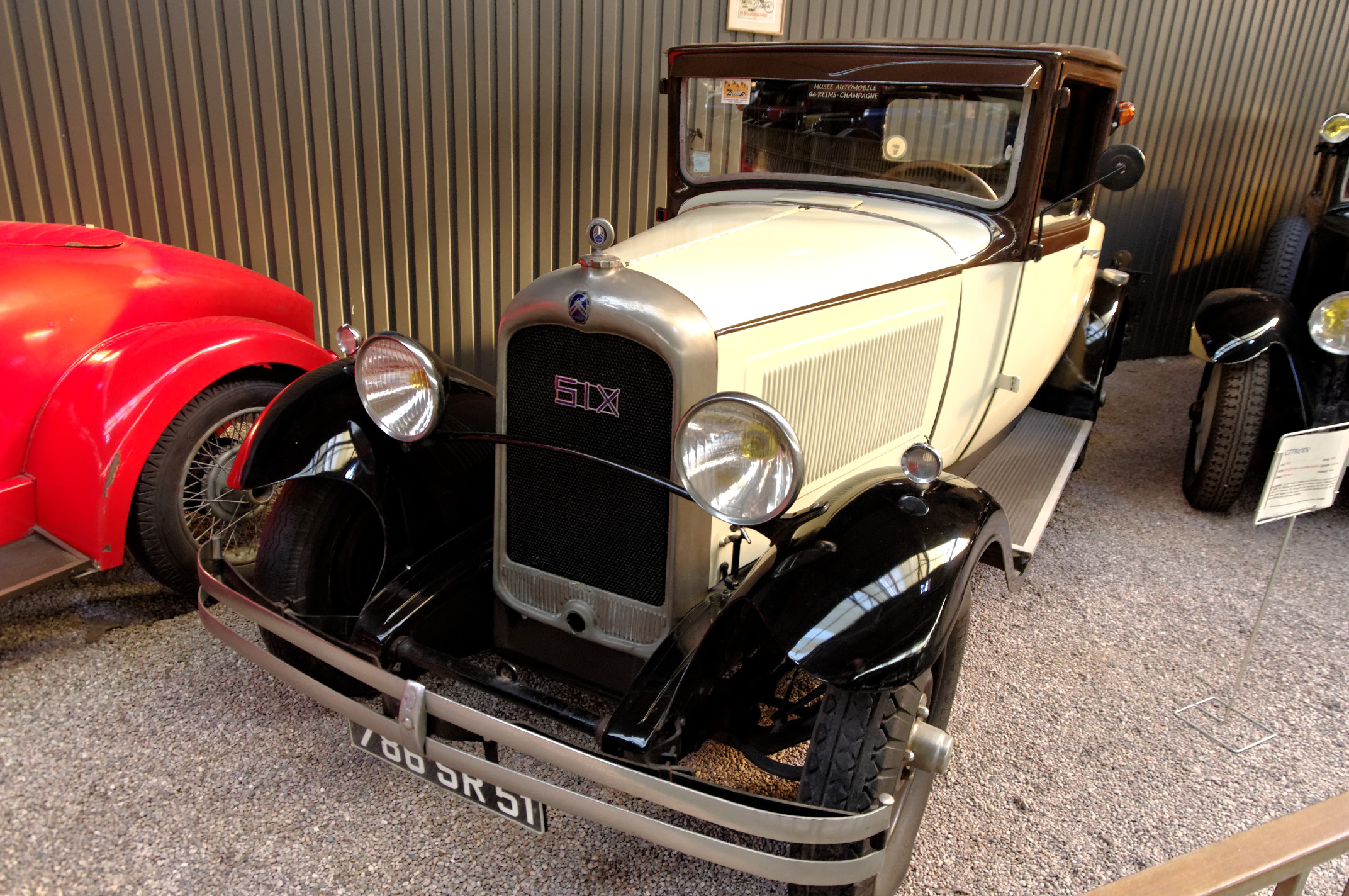
C6 G1 Au